# بل‌اوی
شهر بِل‌اُی (به فرانسوی: Belœil) در شهرستان ات  در استان انو  در منطقه فدرال والوون در کشور بلژیک واقع شده‌است.

## نگارخانه

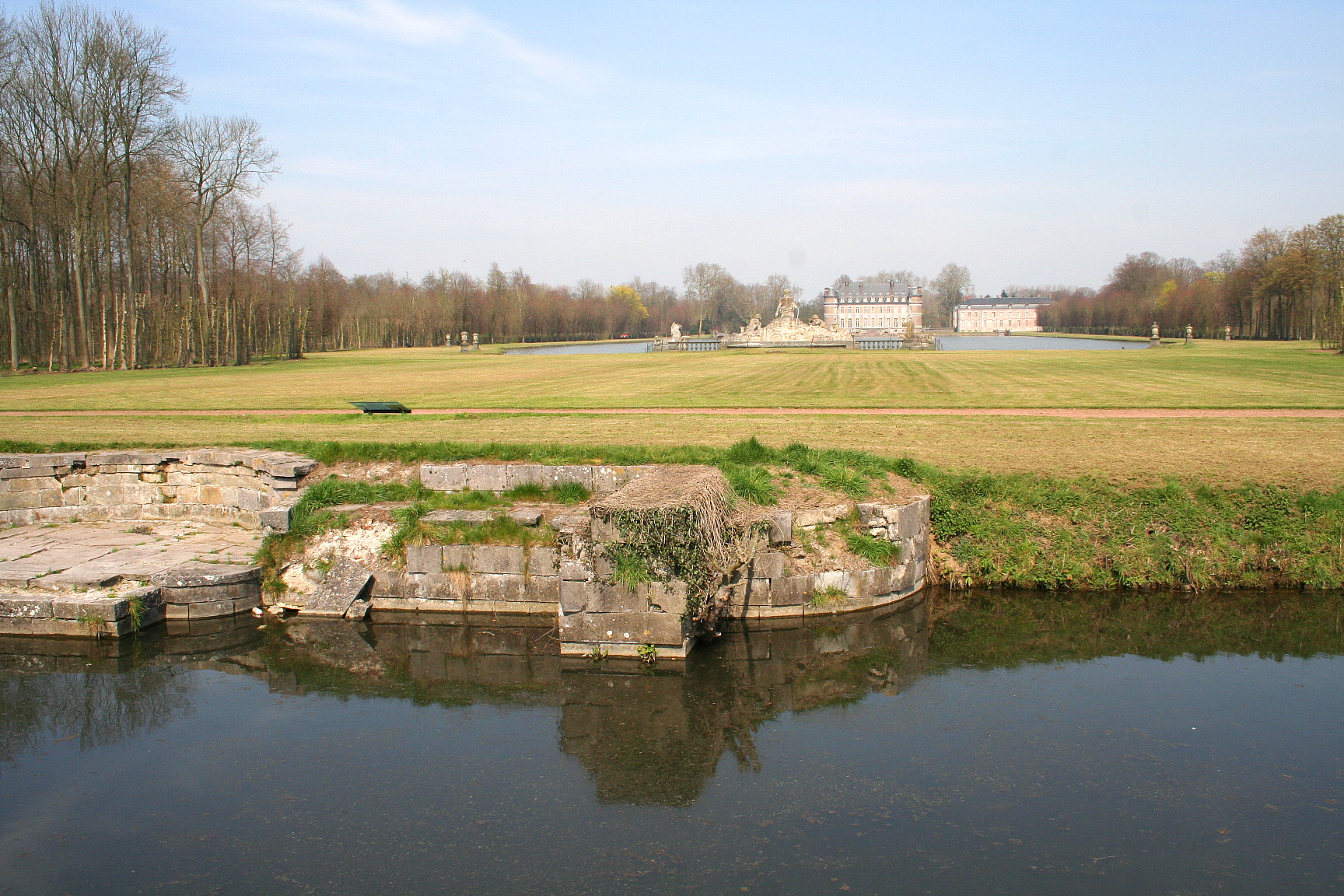